# Гуггенмос, Йозеф
Йозеф Гуггенмос (нем. Josef Guggenmos, род. 2 июля 1922, г. Ирзе — ум. 25 сентября 2003, г. Ирзе) — немецкий писатель и поэт, автор литературы для детей. Наиболее известной его сказкой является «О чём думает мышка в четверг?» («Was denkt die Maus am Donnerstag?»).

## Жизнь и творчество
Й.Гуггенмос родился на юге Баварии, был старшим из трёх детей в семье. Отец был санитаром в монастырском приюте бенедиктинцев, мать — портнихой. После окончания средней школы Йозеф учится в гимназии в Санкт-Оттилиене на Аммерзе. В 1941 году был призван в вермахт, служил в действующей армии на Восточном фронте радистом. Часть Й.Гуггенмоса находилась сперва в Николаеве, а затем в Таллине. В 1945 был отправлен в Норвегию, а затем в Данию, где и был интернирован англичанами. Будучи на службе в Таллине, публиковал свои стихотворения в местной прессе.
После окончания Второй мировой войны и освободившись из плена в 1945 году, до 1953 изучал историю культуры, археологию, индологию и германистику в университетах и высших школах Бонна, Марбурга, Диллингена и Эрлангена. В 1951—1952 годах жил в Финляндии на озере Саймаа. Позднее жил в различных местах — Штутгарте, Вене, Донаувёрте, Зальцбурге, где работает лектором и переводчиком литературы для различных издательств. В 1959 году писатель вступает в брак с Терезой Вильд и с тех под живёт с женой и своими тремя дочерьми в родном городке Ирзе, занимаясь литературным творчеством. Много путешествовал, посещал Италию, Францию, Намибию. Часто выступал с лекциями в школах Германии и Австрии.
Йозеф Гуггенмос, автор «малых форм» детской литературы, является одним из крупнейших детских писателей немецкоязычной среды XX столетия. Интерес его к литературе для маленьких читателей был пробуждён переводом книги Р.Стивенсона «Детский сад стихотворений» («A child’s garden of verses»). Первая книжка стихов для детей Й.Гуггенмоса «Весёлые стихи для маленьких людей» («Lustige Verse für kleine Leute») вышла в свет в 1956 году. В 1967 году появляется наиболее известная из его работ «О чём думает мышка в четверг?», за которую автору присуждается премия в области детской литературы (Deutscher Jugendbuchpreis). После этой он пишет ещё более 80 книг. В 1993 году Гуггенмос вновь был отмечен немецкой премией в области детской литературы, в 1997 году — государственной премией Австрии в области детской поэзии. Кроме детской литературы написал сборник «взрослой» лирики «Гугуммер переходит через озеро» («Gugummer geht über den See», 1957). В 1980-е годы и незадолго перед кончиной увлекался стихосложением в японской форме хайку; после смерти поэта избранные из них были опубликованы в сборнике «Круглое молчание» («Rundes Schweigen»). Переводил с английского языка произведения Фенимора Купера, Фредерика Мариотта, Эдварда Лира, Роберта Стивенсона, Джона Бёрнингема и др.
Именем Й.Гуггенмоса названы несколько школ в Германии. В 1983 году награждён баварским орденом «За заслуги».

## Избранные произведения
- Книга рек и озёр (Das Buch der Flüsse und Seen), 1961
- Мутцебутц (Mutzebutz), 1961
- Пёстрая детская книжка (Das kunterbunte Kinderbuch), 1962
- Цилли, коза (Zilli, die Ziege), 1965
- Гельмут у разбойников (Helmut bei den Räubern), 1966
- Сундук сокровищ (Die Schatzkiste), 1967
- Слон марширует по стране (Ein Elefant marschiert durchs Land), 1968
- Почему сыч делает большие глаза (Warum die Käuze große Augen machen), 1968
- Зёрнышко для павлина (Ein Körnchen für den Pfau), 1970
- Все здесь? (Seid ihr alle da?), 1970
- Горилла, не злись (Gorilla, ärgere dich nicht), 1971
- Семь медвежат (Sieben kleine Bären), 1971
- Три дятла в большом городе (Drei Spechte in der großen Stadt), 1972
- Дядя Кнорре и грабитель (Mann Knorre und der Einbrecher), 1972
- Трактирщик Август Кнорре (Gastwirt August Knorre), 1972
- На звезде по имени Мориц (Auf einem Stern, der Moritz heißt), 1972
- Могучий великан Хойзерлупф (Der starke Riese Häuserlupf), 1973
- Theater, Theater, 1974
- Замок призраков (Das Geisterschloß), 1974
- Я зову весну и другие истории (Ich läute den Frühling ein und andere Geschichten), 1975
- Буря в башне (Sturm im Turm), 1975
- Зайка в моём саду (Ein Hase sitzt in meinem Garten), 1977
- Заяц, петух и корова в лодке (Der Hase, der Hahn und die Kuh im Kahn), 1978
- Заяц, который любил читать книжки (Ein Hase, der gern Bücher las), 1979
- Кто носит тысячу туфель? (Wer braucht tausend Schuhe?), 1980
- Падение Икара (Der Sturz des Ikarus), 1981
- Господин Барсук зовёт на день рождения (Herr Dachs lädt zum Geburtstag ein), 1981
- С чудовищем у костра (Mit dem Ungeheuer am Lagerfeuer), 1984
- С двенадцатью хайку в год (Mit zwölf Haikus durch das Jahr), 1984
- Шли трое детей через лес (Es gingen drei Kinder durch den Wald), 1989
- Двое на четырёх ногах (Zwei mit vier Beinen), 1990
- Звери празднуют карнавал (Die Tiere feiern Karneval), 1994
- Кошкам можно всё сказать (Katzen kann man alles sagen), 1997